# 喬·洛里
喬·洛里（英語：Joe Lolley；1992年8月25日—）是一位英格蘭足球運動員。在場上的位置是前鋒。現效力於澳大利亞職業足球聯賽球隊FC悉尼。他是在2014年1月15日加盟哈德斯菲爾德的。

## 外部連結
- 足球数据库：喬·洛里的球员统计数据